# Veronica pusilla
Veronica pusilla är en grobladsväxtart som beskrevs av Ky. och Boiss.. Veronica pusilla ingår i släktet veronikor, och familjen grobladsväxter. Inga underarter finns listade i Catalogue of Life.